# Cavatina Hall

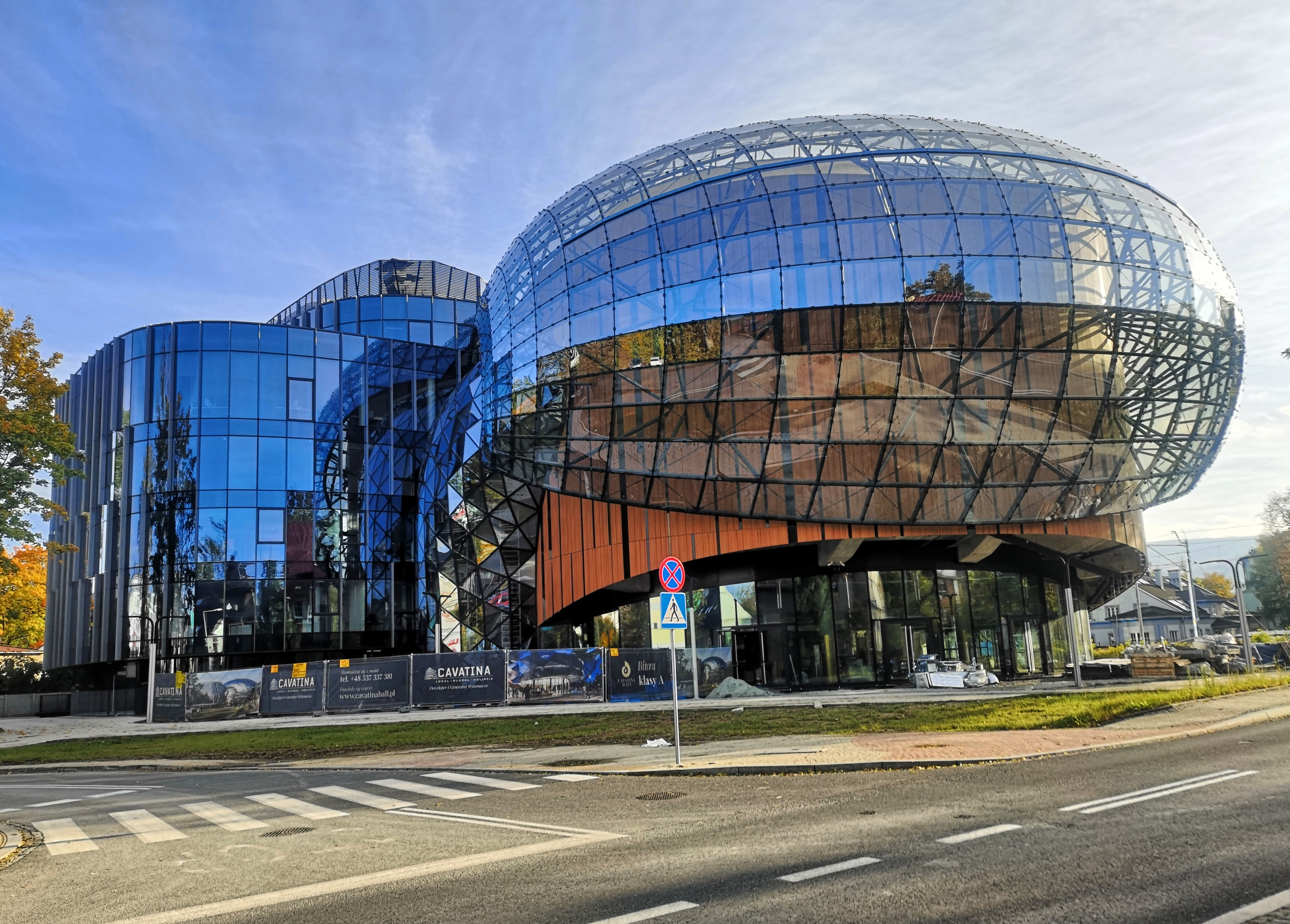
Blick auf die Konzerthalle von Norden

Die Cavatina Hall ist ein Gebäudekomplex bestehend aus einem Bürogebäude und einem Konzerthaus in Bielsko-Biała in Polen.

## Geschichte
Das Gebäude wurde 2022 eröffnet. Es trägt den Namen des Entwicklers und Betreibers, des Immobilienunternehmens Cavatina, das wiederum nach der italienischen Liedform Cavatina benannt ist. Das Bürogebäude hat eine Glasfassade mit abgerundeten Ecken, der holzverkleidete Konzertsaal ist von einer Glaskonstruktion überformt, was das Gebäude zu einem Beispiel für Blob-Architektur macht.

## Konzertsaal
Der ebenfalls als „Cavatina Hall“ bezeichnete Konzertsaal hat 1000 Sitzplätze; er ist das erste privat betriebene Konzerthaus Polens. Außerdem gibt es einen Kammermusiksaal und ein Tonstudio.
Der Betreiber gründete 2024 ein Sinfonieorchester, das seinen Sitz in der Cavatina Hall hat. Als Dirigent wurde Stanley Dodds verpflichtet, ein ehemaliger Geiger der Berliner Philharmoniker.

## Bürogebäude
Das Gebäude verfügt über Büroflächen von 9000 Quadratmetern auf sechs Geschossen. Es gibt eine Tiefgarage und ein Restaurant.